# Pabradė
Pabradė ( escoltar (?·pàg.)) (en polonès: Podbrodzie) és una ciutat del districte municipal de Švenčionys (Lituània). Situat a la vora del riu Žeimena, es troba a 38 quilòmetres al sud-oest de Švenčionys.
Pabradė és un lloc molt concorregut, ja que la via fèrria Vilnius-Daugavpils l'acosta a la ciutat. Va ser un petit poblat fins al segle xix, fins al 1862 data de la construcció del ferrocarril Varsòvia-Sant Petersburg.